# 迦太基鎮區 (伊利諾伊州漢考克縣)
迦太基鎮區（英語：Carthage Township）是位於美國伊利諾伊州漢考克縣的一個行政鎮區。

## 地方資料
根據2010年美國人口普查的數據，迦太基鎮區的面積為104.20平方千米，當中陸地面積為104.00平方千米，而水域面積為0.20平方千米。當地共有人口2982人，而人口密度為每平方千米28.62人。